# Media Academie

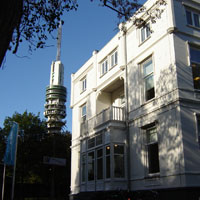
Media Academie

De Media Academie was een opleidingsinstituut voor radio, televisie en crossmedia en was gevestigd in Hilversum. Beroepsbeoefenaren in de media konden aan deze academie een opleiding volgen. De opleiding stond eerder ook wel bekend als Santbergen, vanwege de oude locatie op de Noorderweg in Hilversum dat voor de komst van het instituut eerst het hotel-restaurant 'Santbergen' en later ook de tv-studio 'Studio Santbergen' herbergde.
Op 22 juli 2009 werd bekend dat de Media Academie failliet was en op 12 augustus 2009 nam het opleidingsinstituut Twice de Media Academie over.
Op 1 januari 2017 stopte de Media Academie definitief met alle opleidingsactiviteiten.

## Historie
Het instituut is ontstaan halverwege de jaren zestig als bedrijfsschool van de Publieke Omroepen in Nederland. Met de splitsing van de publieke omroepen, eind jaren tachtig in een programmatisch deel (NOS nu NPO) en facilitair deel NOB nu diverse bedrijven) werd aanvankelijk ook het opleidingsinstituut gesplitst. Al snel bleek dit niet te werken. In samenspraak met de twee reguliere onderwijsinstellingen die zich op dat moment bezighouden met televisie (HKU en Filmacademie) wordt in 1991 de Stichting Media Academie opgericht. Mede door de verwachte opkomst van de commerciële omroepen en productiehuizen wordt ervoor gekozen om een onafhankelijk en 'not-for-profit' instituut neer te zetten. Het toenmalige bestuur werd naast de founders (NPO, NOB, Filmacademie en HKU) gevormd door vertegenwoordigers van de Vakbonden, Endemol, IDTV, RTL en Beeld en Geluid.

## Aanbod
Het  aanbod liep uiteen van thema's/onderwerpen op het gebied van Creativiteit & Creatie (Format- en conceptontwikkeling), Camera & Regie (Meercamera, ENG), Presentatie & Interview, Journalistiek/Redactie, Crossmedia, Productie, Operationeel (Montage, Licht, Geluid, Camera) en Leidinggeven.
Vanaf 2009 bood de Media Academie Crossmedia en Social Media workshops en trainingen waarmee omroepen en organisaties bewuster leerden omgaan met de veranderende mediabeleving van hun doelgroepen en hoe ze daarop konden inspelen.
Naast de opleidingsaanbod is er een speciale tak Mediastages.nl die namens de gezamenlijke mediabedrijven bemiddelt tussen stagevacatures en stagiaires en vanuit die hoedanigheid ook voorlichting geeft bij HBO/WO-instituten over het Mediavak. MediaStages bestaat nog altijd.

## Locatie
De Media Academie was gevestigd in Villa HeideHeuvel (voormalig astmacentrum) op het Mediapark en beschikte over 2 tv-studio’s, montageruimtes, 15 zalen, een restaurant en 200 parkeerplaatsen. Nu is Villa Heideheuvel een verzamelgebouw voor diverse kleinere mediabedrijven en huisvest het een media- en een horecaopleiding van het ROCvA. 